# 磯野孝也
磯野孝也（いその たかや、1984年11月12日 - ）は、FM鳥取に所属していた日本のパーソナリティ。香川県出身。主にラジオのパーソナリティとして活動している。

## 来歴・人物
- FM鳥取のアナウンサー、パーソナリティとして活動をしていた。

## 過去の担当番組
- HIT RADIO 825